# 九三学社内蒙古自治区委员会
九三学社内蒙古自治区委员会，简称九三学社内蒙古自治区委、九三学社内蒙古区委、内蒙古九三学社，是九三学社在内蒙古自治区的地方组织。